# 2002–2003-as magyar férfi vízilabda-bajnokság (első osztály)
A 2002–2003-as magyar férfi vízilabda-bajnokság a kilencvenhetedik magyar vízilabda-bajnokság volt. A bajnokságban tizenkét csapat indult el, a csapatok két kört játszottak. Az alapszakasz után az 1-4. helyezettek play-off rendszerben játszottak a bajnoki címért. A párharcok (a döntő kivételével) az alapszakaszbeli eredményeket is beszámítva 8 pontig tartottak.

## Alapszakasz
| #   | Csapat                      | M  | Gy | D | V  | G+  | G-  | P  |
| --- | --------------------------- | -- | -- | - | -- | --- | --- | -- |
| 1.  | Domino-Bp. Honvéd           | 22 | 18 | 3 | 1  | 260 | 110 | 39 |
| 2.  | Vasas SC-Plaket-Euroleasing | 22 | 18 | 3 | 1  | 256 | 101 | 39 |
| 3.  | BVSC-Brendon                | 22 | 16 | 4 | 2  | 227 | 131 | 36 |
| 4.  | Ferencvárosi TC-VMAX        | 22 | 14 | 3 | 5  | 196 | 111 | 31 |
| 5.  | Újpesti TE-Taxi2000         | 22 | 13 | 3 | 6  | 194 | 165 | 29 |
| 6.  | Szeged-Beton VE             | 22 | 14 | 0 | 8  | 185 | 144 | 28 |
| 7.  | OSC-British Knights         | 22 | 7  | 1 | 14 | 147 | 218 | 15 |
| 8.  | ZF Hungária-Egri VK         | 22 | 6  | 1 | 15 | 124 | 207 | 13 |
| 9.  | Kontavill-Szentesi VK       | 22 | 5  | 2 | 15 | 134 | 196 | 12 |
| 10. | Szolnoki VSC                | 22 | 5  | 2 | 15 | 134 | 196 | 12 |
| 11. | Ceglédi VSE-Geosaurus       | 22 | 2  | 2 | 18 | 101 | 214 | 6  |
| 12. | Kecskeméti VSC              | 22 | 1  | 2 | 19 | 112 | 260 | 4  |

* M: Mérkőzés Gy: Győzelem D: Döntetlen V: Vereség G+: Dobott gól G-: Kapott gól P: Pont

## Rájátszás
Elődöntő: Domino-Bp. Honvéd–Ferencvárosi TC-VMAX 8–4, 11–13, 9–5, 9–8 és Vasas SC-Plaket-Euroleasing–BVSC-Brendon 11–9, 5–8, 12–11, 7–10, 6–5
Döntő: Domino-Bp. Honvéd–Vasas SC-Plaket-Euroleasing 13–10, 6–7, 13–10, 9–7